# Edward Sokoine
Edward Moringe Sokoine (ur. 1 sierpnia 1938 w Monduli w regionie Arusza, zm. 12 kwietnia 1984) – tanzański polityk, dwukrotny premier Tanzanii (1977–1980, 1983–1984)

## Życiorys
Urodził się w Monduli, na południe od Aruszy. W latach 1948–1958 uczęszczał do szkół w Monduli i Umbwe. W 1961 roku wstąpił do Afrykańskiego Narodowego Związku Tanganiki (TANU – Tanganyika African National Union). W latach 1962–1963 przebywał w Niemczech, gdzie studiował administrację. 
Po powrocie do Tanzanii został wybrany posłem do Zgromadzenia Narodowego Tanzanii. W 1967 roku został Ministrem Komunikacji, Transportu i Pracy. W 1970 awansował na Ministra Stanu, w 1972 roku objął stanowisko Ministra Obrony. W wyborach w 1975 roku ponownie został wybrany do Zgromadzenia Narodowego. W 1977 roku partia TANU połączyła się z Partią Afroszyrazyjską z Zanzibaru, tworząc Partię Rewolucji (suahili: Chama cha Mapinduzi CCM). Sokoine został członkiem Komitetu Centralnego nowego ugrupowania. 13 lutego 1977 objął urząd premiera Tanzanii, który piastował do 7 listopada 1980. Po raz drugi został premierem 24 lutego 1983, pełnił to stanowisko przez rok, do śmierci, która miał miejsce 12 kwietnia 1984. 
Zginął w wypadku samochodowym, na drodze z Dodomy do Dar es Salaam, okoliczności jego śmierci wywołały liczne teorie spiskowe.
Imieniem Edwarda Sokoine nazwano, utworzony w 1984 roku Uniwersytet Rolniczy Sokoine.

## Źródła
- The Late Edward Moringe Sokoine, Tanzania Today, 12 sierpnia 2014